# كايل هوفر
كايل هوفر (بالإنجليزية: Kyle Hoffer)‏ هو لاعب كرة قدم أمريكي في مركز الدفاع، ولد في 26 أكتوبر 1989 في إنغلوود في الولايات المتحدة. لعب مع تشارلستون بيتري.